# Mistrzostwa Polski w Biathlonie 1995
29. Mistrzostwa Polski w biathlonie odbyły się w 1995 w Jakuszycach. Rozegrano osiem konkurencji: cztery konkurencje męskie: bieg indywidualny na dystansie 20 kilometrów, bieg sprinterski na dystansie 10 kilometrów, sztafetę 4 x 7,5 kilometrów i bieg drużynowy oraz cztery konkurencje kobiece: bieg indywidualny na dystansie 15 kilometrów, bieg sprinterski na dystansie 7,5 kilometrów, sztafetę 3 x 7,5 kilometrów i bieg drużynowy. Biegi drużynowe rozegrano pierwszy raz w historii mistrzostw Polski.

## Terminarz i medaliści
| Data | Konkurencja                | Złoto                                                                      | Srebro                                                                      | Brąz                                                                              |
| 1995 | Bieg indywidualny mężczyzn | Jan Ziemianin Legia Zakopane                                               | Wiesław Ziemianin Legia Zakopane                                            | Tomasz Sikora Biathlon Śląski-Dynamit Chorzów                                     |
| 1995 | Bieg sprinterski mężczyzn  | Jan Wojtas Biathlon Wałbrzych                                              | Tomasz Sikora Biathlon Śląski-Dynamit Chorzów                               | Wiesław Ziemianin Legia Zakopane                                                  |
| 1995 | Bieg sztafetowy mężczyzn   | Legia Zakopane Wiesław Ziemianin Paweł Białoń Wojciech Kozub Jan Ziemianin | Biathlon Wałbrzych Zbigniew Filip Waldemar Poręba Sławomir Foryś Jan Wojtas | Legia II Zakopane Stanisław Obrochta Henryk Zięba Krzysztof Topór Robert Bugara   |
| 1995 | Bieg drużynowy mężczyzn    | Legia Zakopane Jan Ziemianin Paweł Białoń Krzysztof Topór Wojciech Kozub   | Biathlon Wałbrzych Waldemar Poręba Sławomir Foryś Zbigniew Filip Jan Wojtas | Legia II Zakopane Stanisław Obrochta Henryk Zięba Wiesław Ziemianin Robert Bugara |
| 1995 | Bieg indywidualny kobiet   | Anna Stera MKS Duszniki-Zdrój                                              | Halina Pitoń Legia Zakopane                                                 | Agata Suszka Biathlon Śląski-Dynamit Chorzów                                      |
| 1995 | Bieg sprinterski kobiet    | Halina Pitoń Legia Zakopane                                                | Anna Stera MKS Duszniki-Zdrój                                               | Halina Nowak Legia Zakopane                                                       |
| 1995 | Bieg sztafetowy kobiet     | Legia Zakopane Jadwiga Fatla Halina Pitoń Halina Nowak                     | MKS Karkonosze Jelenia Góra Joanna Chwal Iwona Daniluk Izabela Daniło       | MKS Duszniki-Zdrój Katarzyna Kurpias Daria Ostrowska Anna Stera                   |
| 1995 | Bieg drużynowy kobiet      | Legia Zakopane Jadwiga Fatla Halina Pitoń Halina Nowak                     | MKS Karkonosze Jelenia Góra Joanna Chwal Iwona Daniluk Izabela Daniło       | Biathlon-Śląski Dynamit Chorzów Jolanta Krypczyk Ksenia Gawłowska Agata Suszka    |